# 小川時代
小川 時代（おがわ ときよ）は女性声優。所属事務所はボズアトール。大阪府出身。

## 出演作品

### 番組ナレーション
- 2時ドキッ!
- 地球に好奇心

### CM
- ATC
- 任天堂

### ゲーム
- ザ・キング・オブ・ファイターズXI（2005年、紫苑）
  - THE KING OF FIGHTERS ALLSTAR（2020年、紫苑[1]）
- ゲームランドセル（ガーディーズ）
- アシュラブレード -Sword of Dynasty-（アリス、フーティ）

### イベント
- 京都駅ビルマスコットキャラクター「テット&スカーラ」のスカーラの声

### CD
- 京都駅ビルマスコットキャラクター テット＆スカーラ「テット＆スカーラ サウンドステーション2000」各種歌唱

※（イベント時の告知ソング、CMソング、キャンペーンソング、キャラクターソングなど）